# Graven
Graven er en lidt over 200 meter lang gade Aarhus, Danmark. Graven blev anlagt noget tid før år 1500 på og omkring den nordligste voldgrav, der blev brugt til at beskytte byen i vikingetiden og noget af middelalderen. Det er en af de ældste gader i byen, og den markerede tidligere byens nordlige grænse sammen med Klostergade. Graven løber fra vest mod øst fra Klostergade til Mejlgade, og den ligger i det historiske Latinerkvarter. Det er en relativt smal gade, og den er derfor ensrettet for biltrafik i retning fra Mejlgade mod Klostergade. Bebyggelsen på Graven er karakteriseret af lav huse, caféer og specialbutikker. Ligesom Klostergade og Mejlgade er det en delt cykelsti og en del af byens infrastruktur for cykeltrafik.

## Etymologi
Det tidligste gadenavn var "Gravene", hvilket refererede til de tidligere voldgrave omkring byen, der var blevet etableret som en del af vikingebyens forsvarsværker. Både voldgravene, voldene og palisaderne blev fjernet, men den tidligere funktion blev brugt til gadenavnene. Graven, i ental, som den hedder i dag, kendes fra slutningen af 1500-tallet.

## Historie
Den tidlige vikingebosættelse blev forsvaret af voldgrave og volde mod nord, vest og syd. I middelalderen voksede byen ud over disse grænser, afgrænset af forsvarsværkerne, og gjorde dem mindre anvendelige til forsvar. Et stykke tid inden 1500 blev voldene og voldgravene fjernet og gaden Graven blev etableret oven på den nordlige voldgrav. Man mener at voldgraven blev fyldt med jord fra den tilhørende vold. Graven blev en forlængelse af Klostergade, som tidligere havde været den nordligste gade i byen.
I 1914 debatterede byrådet om man skulle forlænge Graven ud til den nybyggede havn syd for byen. Planen ville kræve at man rev Juuls Gaard og andre bygninger i Mejlgade ned. Den senere borgmester Jakob Jensen argumenterede i mod dette, og det endte med at man ventede på at Godsbanen blev omplaceret i den vestlige ende af byen og Aarhus Å blev gravet ned, så den nye gade, Åboulevarden, kunne etableres. Graven beholdt derved sin middelalderlige struktur og forløb.
I dag er Graven et eksempel på en bevaret middelalderlig gade med lave huse og et let buet forløb. Størstedelen af bygninger er fra 1800-tallet med enkelt bindingsværkshuse imellem.

## Bygninger
Graven 21 blev tegnet og opført af arkitekten Carl Lange i 1876 og bestilt af byen til at huse en social institution, men siden 1917 har den været brugt til en kommunal tandlæge til folkeskoler i byen.